# Смбатаберд
Смбатаберд (арм. Սմբատաբերդ) — крепость, расположенная к юго-востоку от деревни Артабуйнк (прежний Ехегис) на горной вершине, откуда видна также деревня Ехегис (прежний Алаяз). С трёх сторон крепость защищена горными кручами, которые дополнительно укреплены высокими и широкими стенами пирамидальной формы. Внутрь крепости можно попасть лишь с её северной стороны.

## История
Не исключено, что она была построена во время правления царя Смбата II Багратуни, когда в Армении создавались мощные защитные сооружения. Возможно, что именно об этой крепости под именем «Symbace» упомянул древний географ Страбон в своем труде «География». По общему мнению, крепость некоторое время находилась во владениях Атропатены, отвоеванной Римской империей в то время, когда Армения подпала под власть Рима.
Смбатаберд являлась одной из самых старых и больших крепостей Вайоц Дзора и Сюника. Возможно, она существовала ещё до V века. Известно, что до VII века Смбатаберд принадлежал княжескому роду Васакянов, затем, в X веке крепость перешла к династии Багратуни, а уже в XIII веке — к роду Орбелян. Смбатаберд служила военно-фортификационным пунктом династии Васакянов и была впоследствии укреплена во время правления Орбелянов. Первоначальное название крепости неизвестно. Люди называют её Смбатаберд, очевидно, благодаря близлежащей деревне Ехегис с могилой принца принцев Смбата Орбеляна, которому приписывают реконструкцию крепости. Но наиболее вероятно то, что крепость названа так в честь сюникского князя Смбата, правившего в X веке.
Степанос Орбелян в своей «Истории провинции Сисакан» пишет:

Когда в 922 году по приказу атрпатаканского амира Юсуфа его генерал Наср атаковал Сюник, князь Смбат в Ехегисе оказал ему сопротивление. Враг, поняв, что не может сломить защиту, отступил.
А мудрый Смбат спокойно и мирно сидел в своей собственной провинции, в Вайоц Дзоре. Получив весть о походе врага, он укрепил свой дом и всю провинцию Вайоц Дзор. А сам вывел войска и большим количеством войск окружил себя в царской резиденции, которая находилась в поселении Ехегис.

.
В XVI веке сельджуки очень долго пытались завладеть Смбатабердом. Но город-крепость не сдавался до конца. Сельджуки придумали интересную схему, и она сработала. Догадавшись, что на такой высоте (а высота Смбатаберда над уровнем моря — больше 2000 метров) вряд ли есть источники воды, сельджуки отпустили жаждущего мула искать воду. Через несколько дней мул нашел источник воды крепости — источник с ближайшего луга. Сельджуки перекрыли его, и крепость, оказавшись в безвыходном положении, сдалась через неделю.

## Архитектурный ансамбль
Комплекс построен в целях длительной обороны, по всем канонам строительства средневековой крепости. Общая длина составляет порядка одного километра. Перегородка делит крепость на две части: северную и южную. Обе части имели акрополь.
В обеих частях были обнаружены развалины казарм, бассейнов. Крепость имела два входа: с северо-востока, северо-запада и севера. Врата построены из обработанного базальта. Вода для крепости добывалась неподалёку от Цахац Кара. Смбатаберд служил важнейшей военной базой для села-города Егегис и близлежащих местностей. В Вайоцдзорском регионе находится также Гндеванк.

## Современное состояние
В 2006—2007 год гг. была проведена масштабная реконструкция сооружения, большая его часть ныне лежит в руинах. От некогда могущественного форта остались лишь опоясывающая комплекс по периметру базальтовая стена с полукруглыми бастионами высотой 10 м и шириной 3-4 м и часть сторожевых башен, в прежние века достигавших 10-11 м.

## Галерея

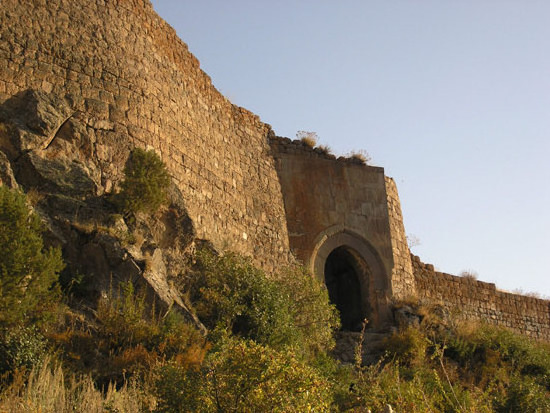
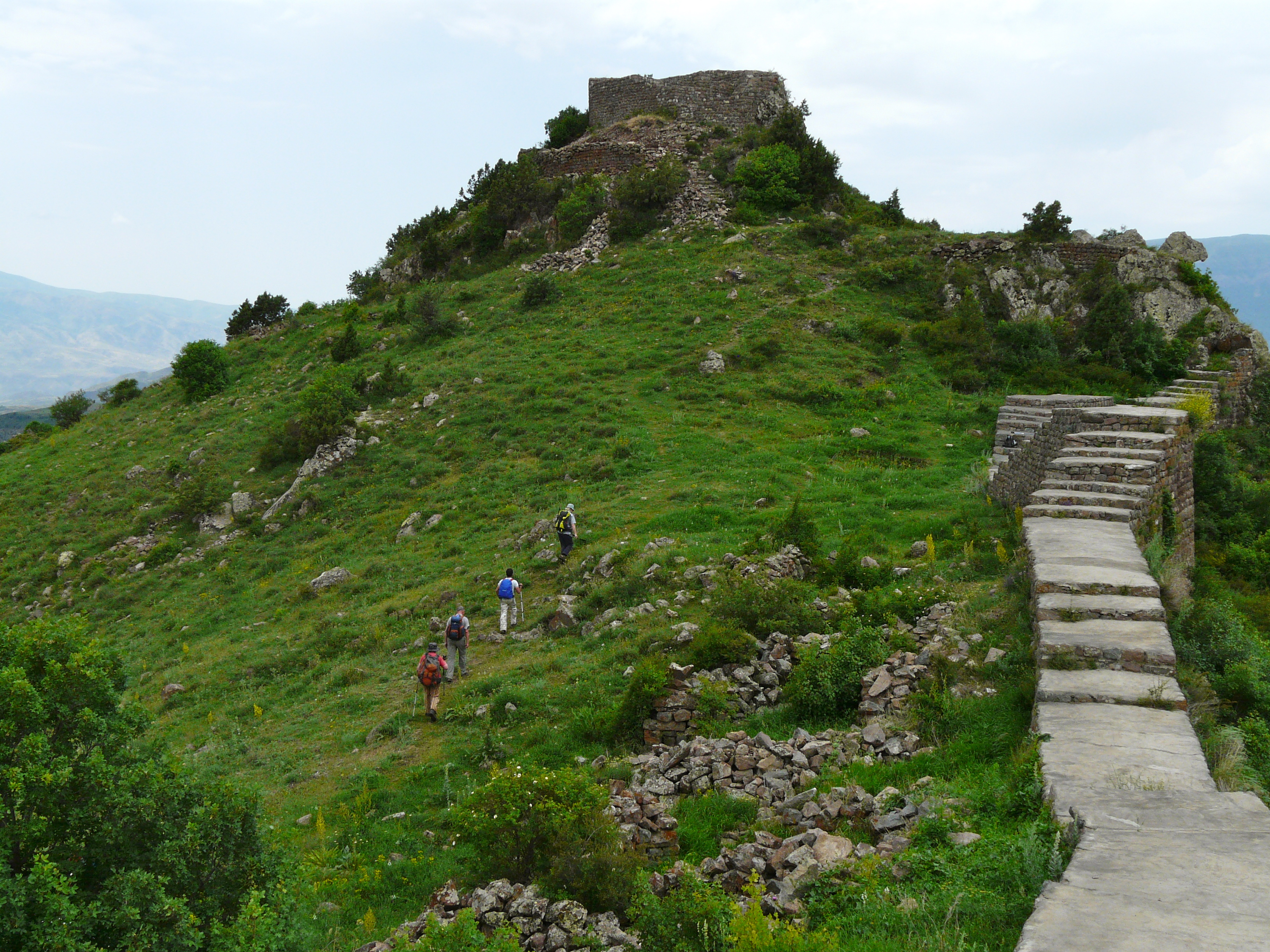
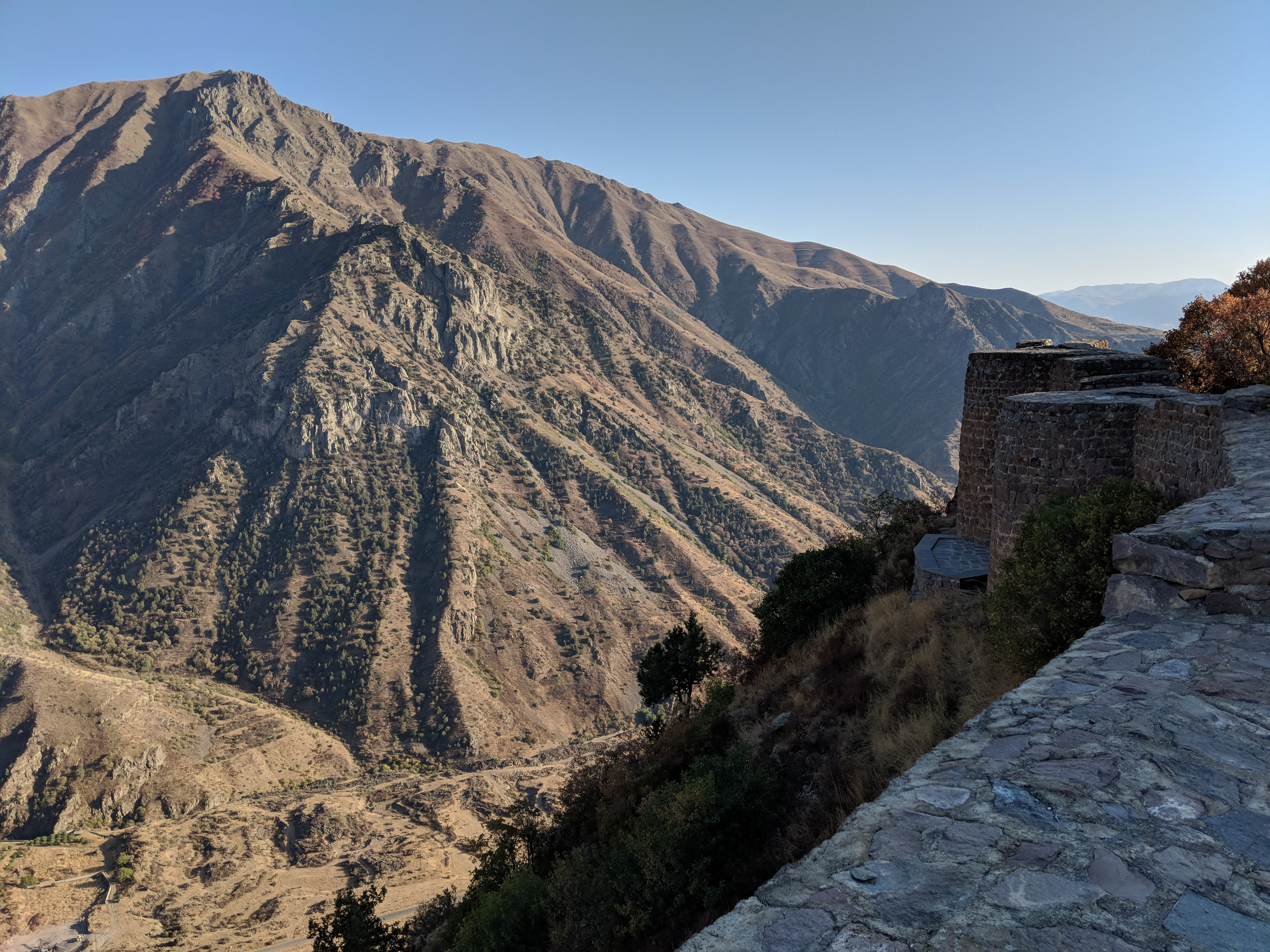
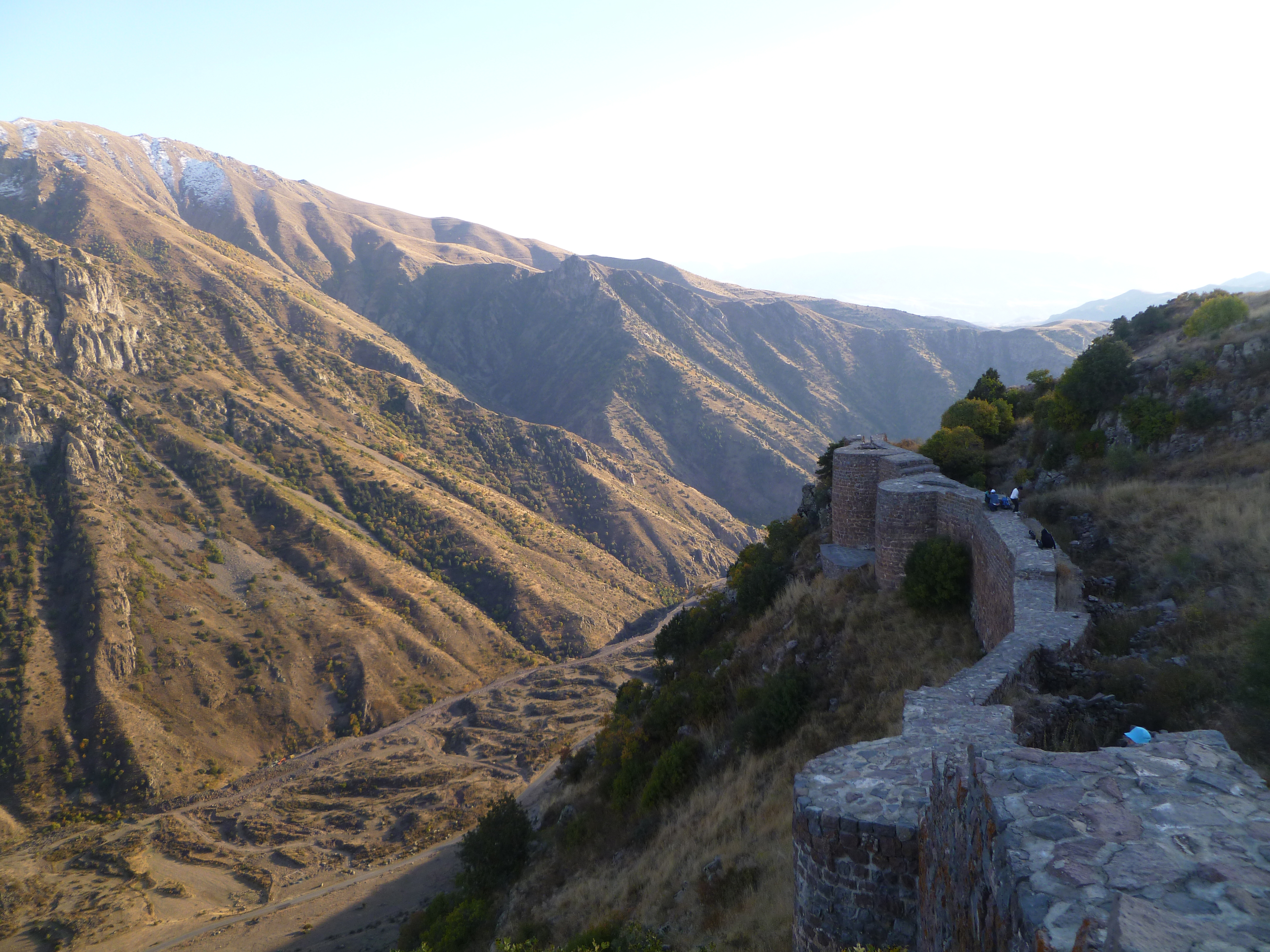
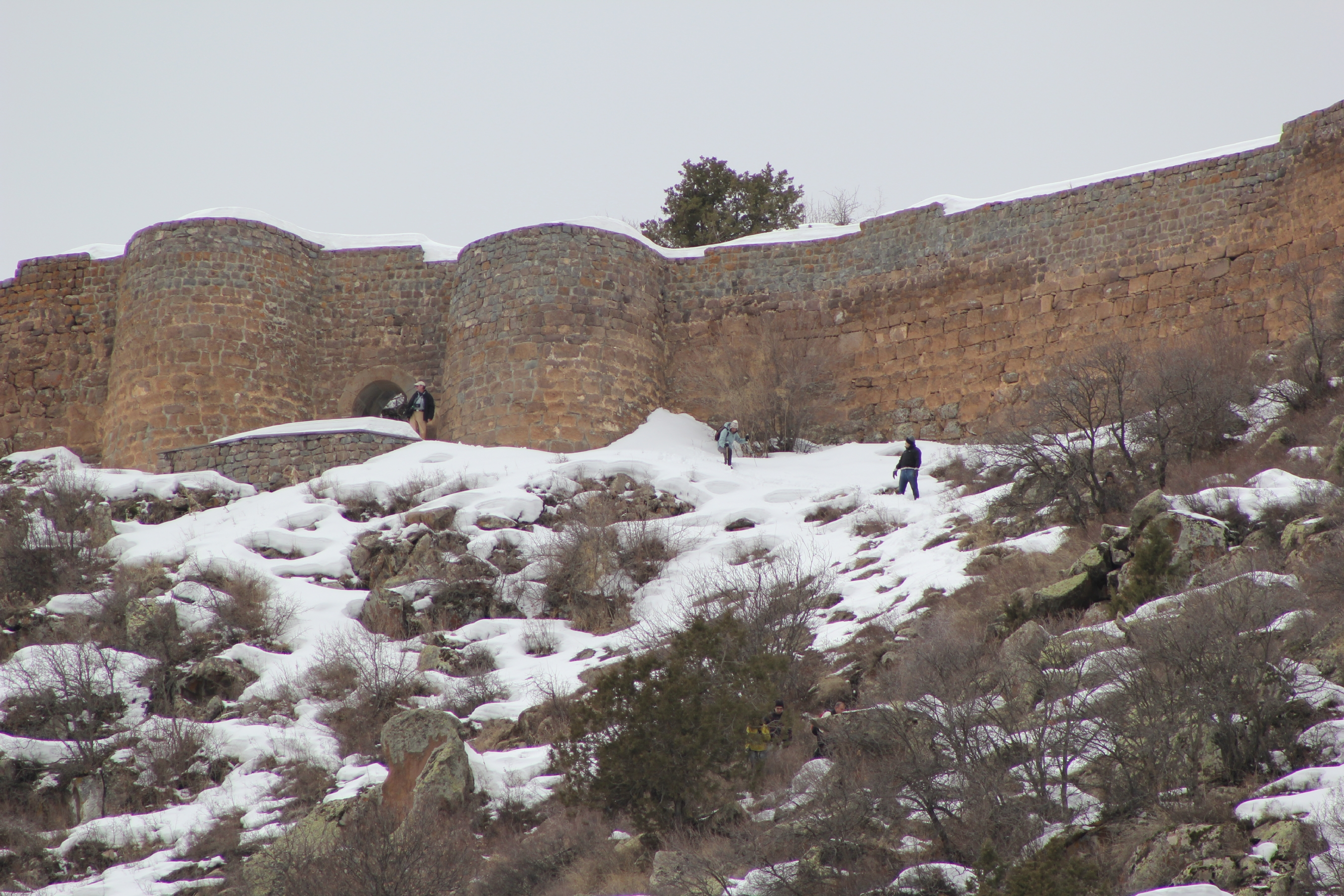
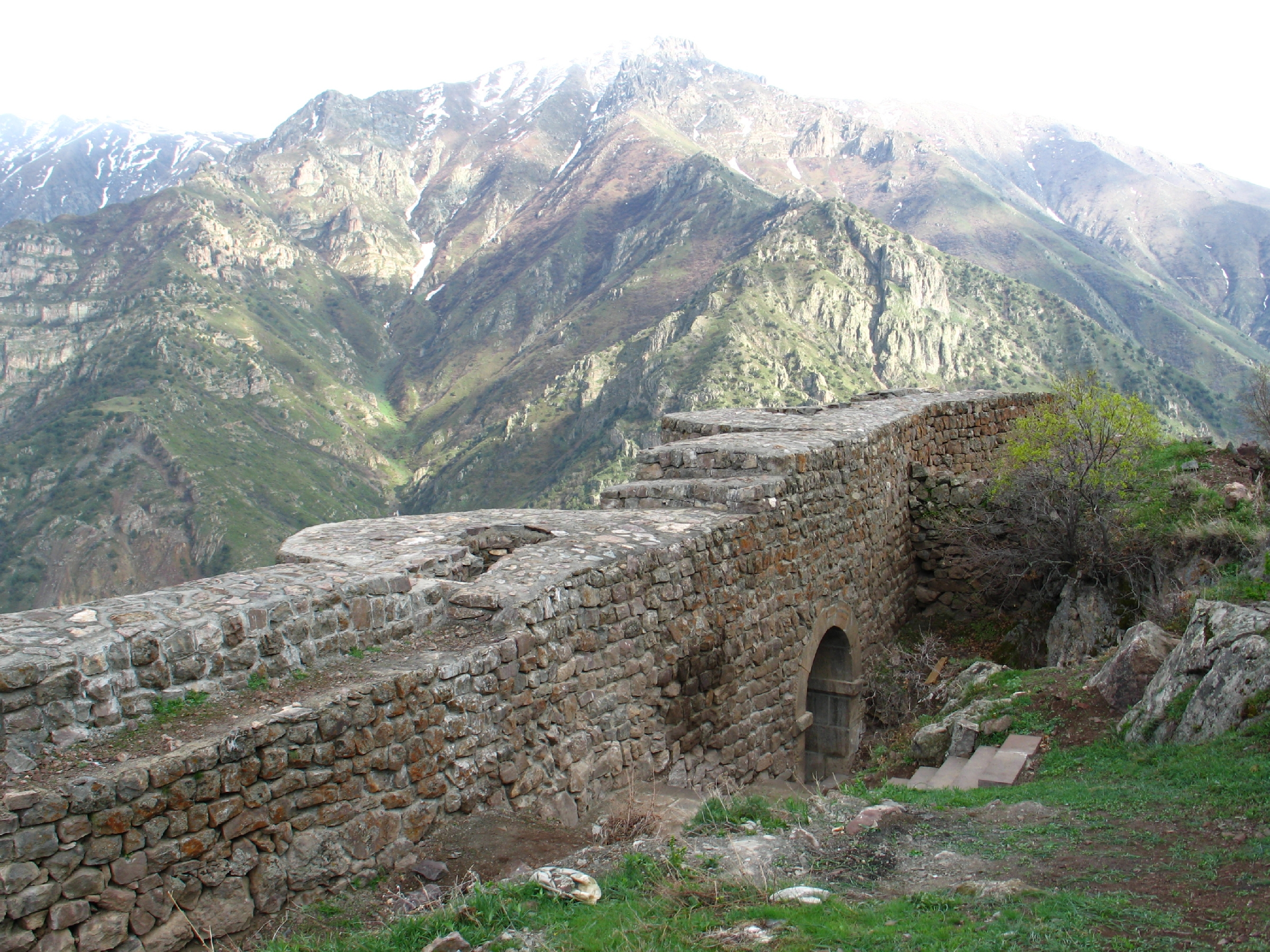
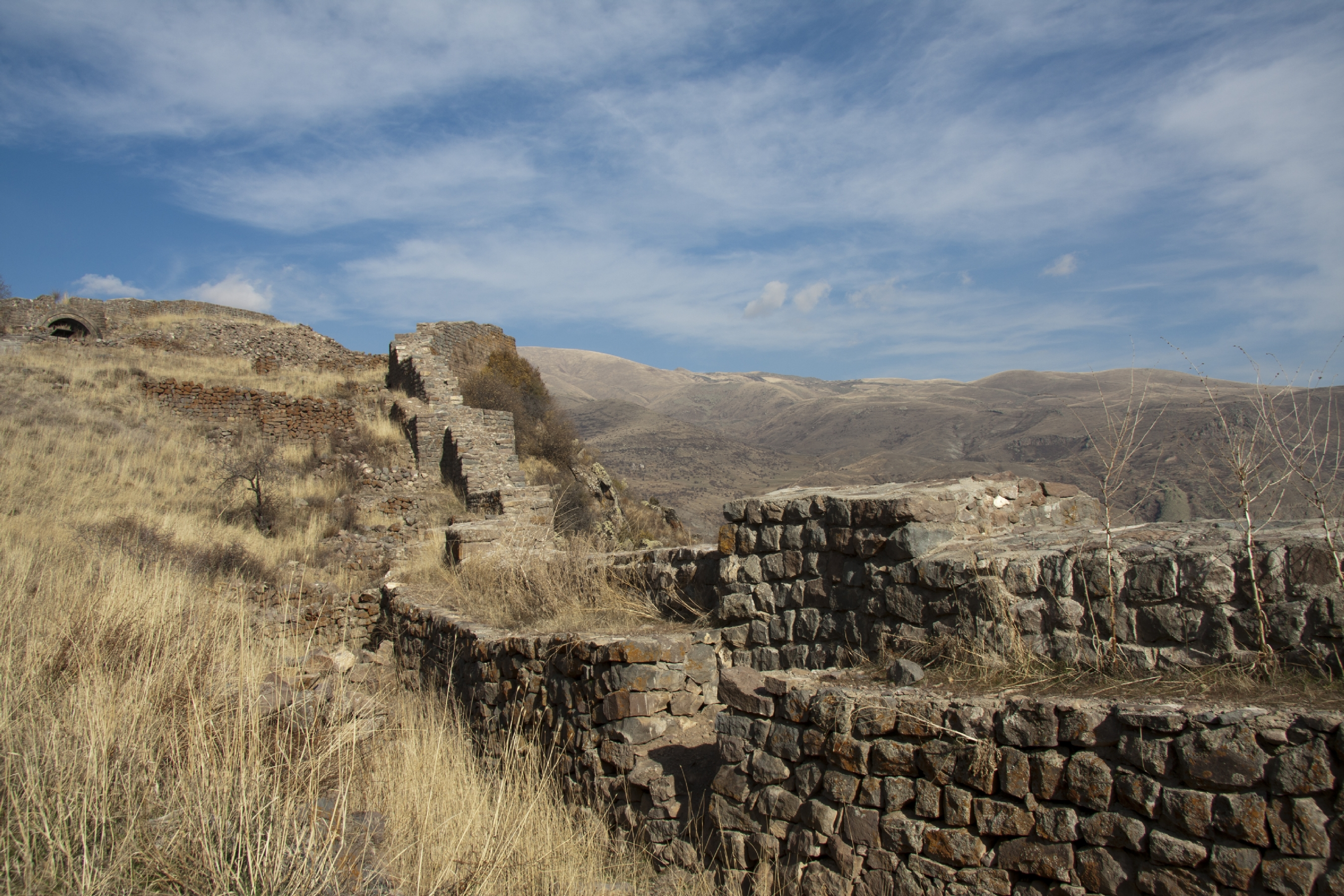
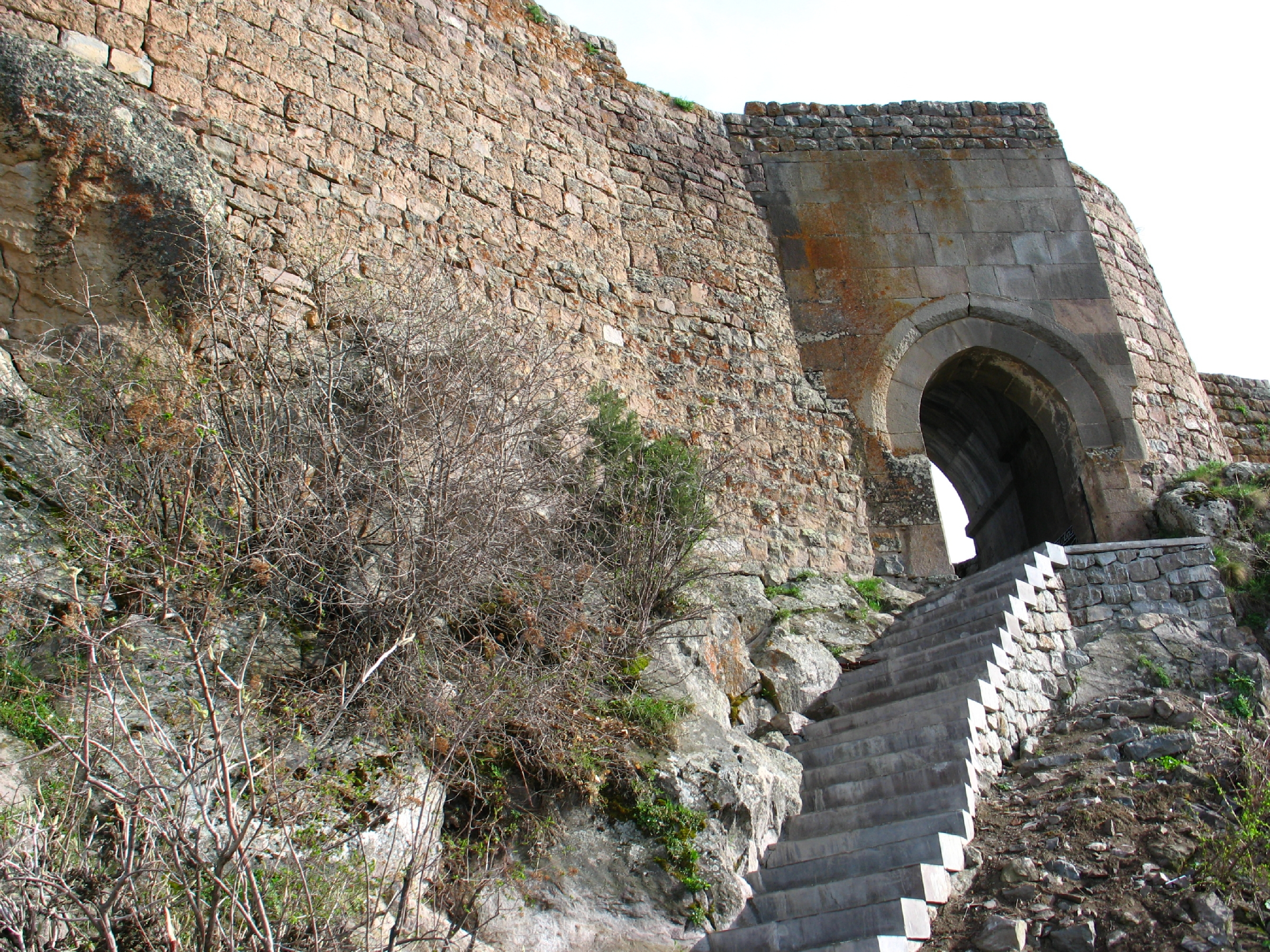
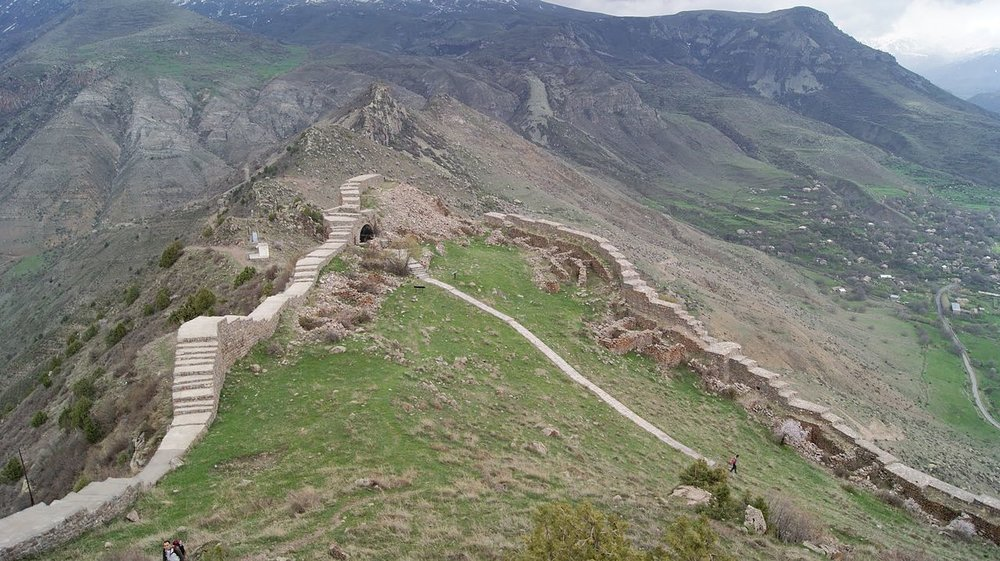
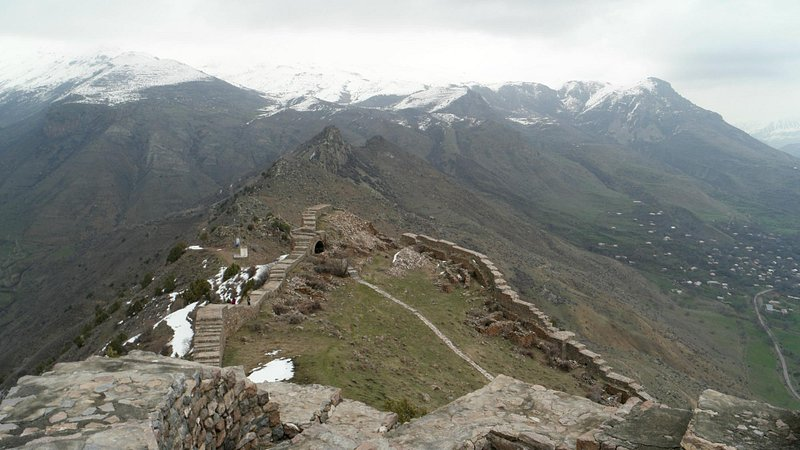
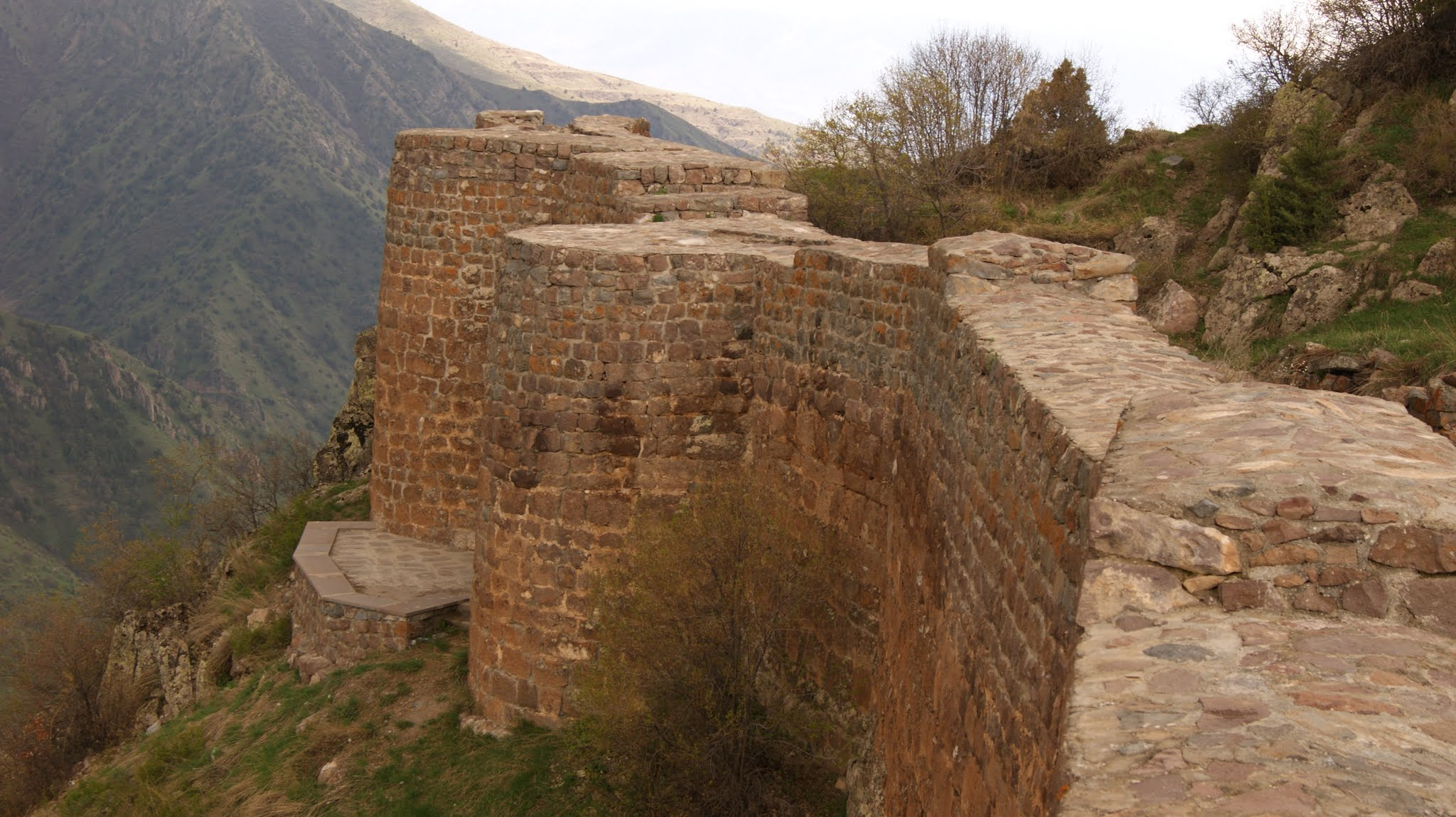
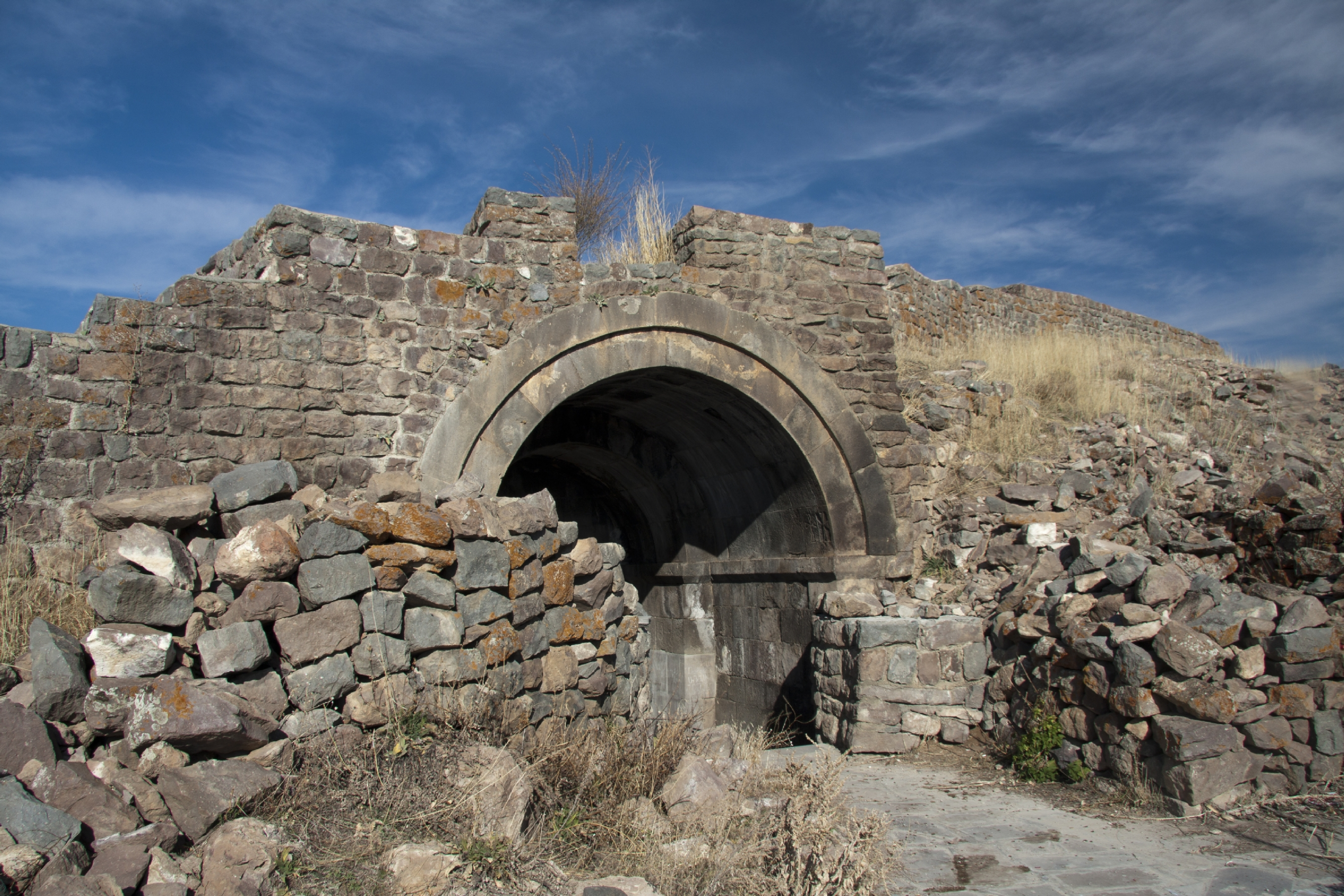
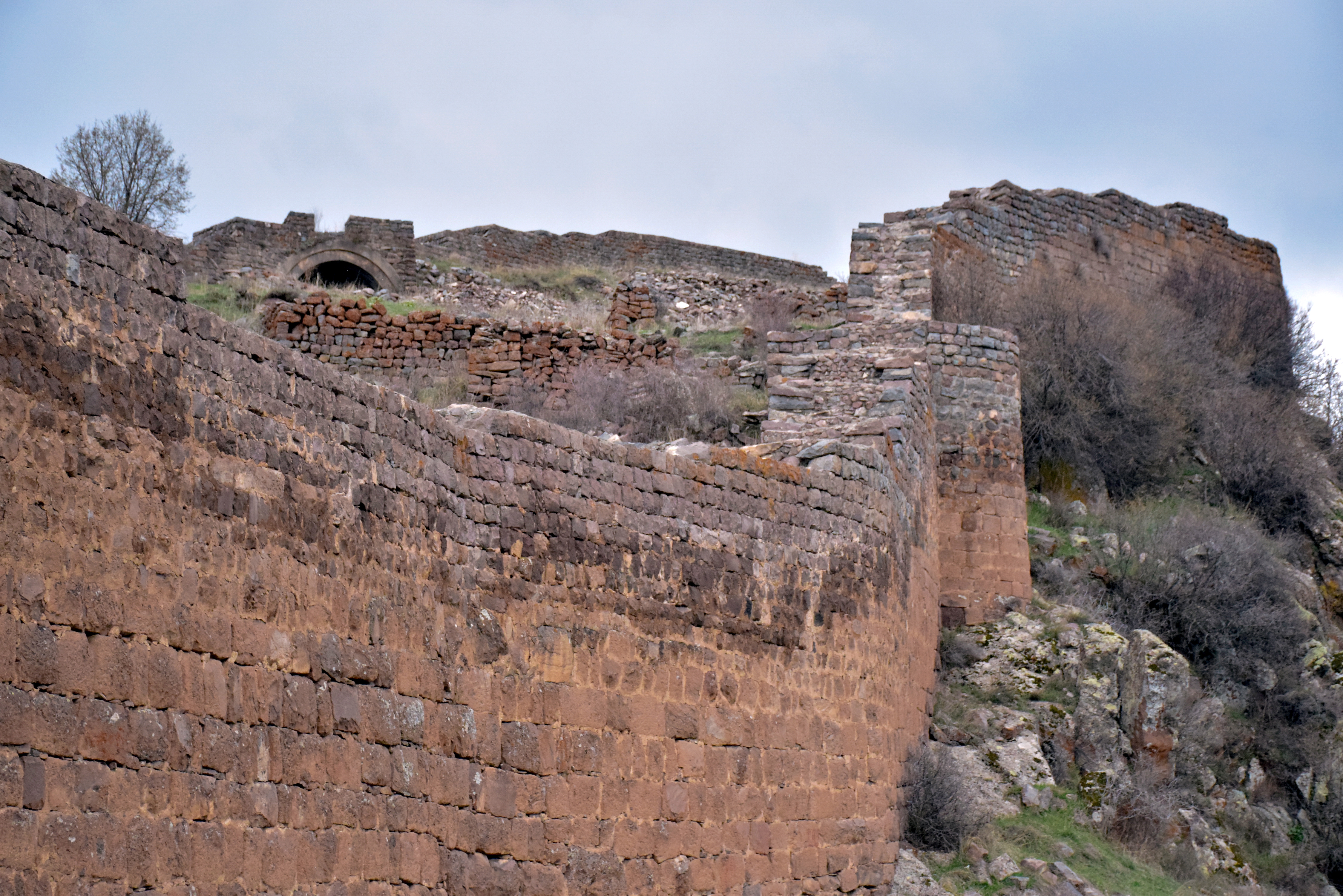